# Jack Frost (1998)
Jack Frost (bra: Uma Noite Mágica; prt: Jack Frost) é um filme estadunidense de 1998, do gênero comédia dramático-fantástico-infantil, dirigido por Troy Miller.

## Sinopse
Jack Frost (Michael Keaton) é um cantor de rock que sempre está viajando, assim ele não pode passar muito tempo com Charlie Frost (Joseph Cross), seu filho. Ironicamente quando Jack decide não ir fazer um teste, que poderia resultar em contrato com uma gravadora, para se encontrar com Gabby Frost (Kelly Preston), sua mulher, e Charlie e passarem o Natal juntos, Jack morre em um acidente de carro. Charlie fica bastante triste, mas um ano depois Jack retorna como um boneco de neve. Agora pai e filho podem fazer tudo que tinham perdido quando Jack era um humano, mas as pessoas estão começando a reparar que Charlie sempre conversa com seu boneco de neve. Além disto o tempo está esquentando, o que certamente derreterá o "corpo" que Jack agora habita.

## Elenco
- Michael Keaton.... Jack Frost
- Kelly Preston.... Gabby Frost
- Henry Rollins.... Sid Gronic
- Mark Addy.... Mac MacArthur
- Joseph Cross.... Charlie Frost
- Mika Boorem.... Natalie
- Andrew Lawrence.... Tuck Gronic
- Eli Marienthal.... Spencer
- Will Rothhaar.... Dennis
- Taylor Handley.... Rory Buck
- Ahmet Zappa.... Motorista do limpa-neve
- Paul F. Tompkins.... Membro da audiência
- Dweezil Zappa.... John Kaplan
- Jay Johnston.... Meteorologista da TV
- Jeff Cesario.... Locutor do rádio
- Scott Kraft.... Pai de Natalie
- Ajai Sanders.... Entrevistador da TV
- John Ennis.... Motorista do caminhão
- Wayne Federman.... Dave
- Pat Crawford Brown.... Marcador de hockey no gelo
- Trevor Rabin.... Trevor
- Lili Haydn.... Lili
- Lou Molino III.... Lou
- Moon Unit Zappa.... Professora da escola (não creditada)

## Trilha sonora
- Frosty the Snowman - The Jack Frost Band
- Roll with the Changes - REO Speedwagon
- Merry Christmas Baby - Hanson
- Everytime We Say Goodbye - Cole Porter
- Rock and Roll (Part 2) - Gary Glitter
- Don't Lose Your Faith - The Jack Frost Band
- Can't Let Go - Lucinda Williams
- Leavin' Again - Steve Poltz
- Couldn't Stand the Weather - Stevie Ray Vaughan
- Landslide - Fleetwood Mac
- Free Ride - The Edgar Winter Group
- Hey Now Now - Swirl 360
- Final Fire - Hans Zimmer
- Jingle Bell Rock - Michael Sherwood
- Hot in the City - Billy Idol
- Gimme Some Lovin - Hanson
- Sleigh Ride - Spice Girls
- Slow Ride - Foghat
- Five Candles (You Were There) - Jars of Clay
- How - Lisa Loeb
- Father's Love - Bob Carlisle
- Good Lovin' - Hanson

## Recepção

### Críticas ao filme
O filme recebeu críticas negativas na maior parte dos críticos. O site Rotten Tomatoes deu ao filme uma pontuação de 16% com base em 49 avaliações.
Roger Ebert deu ao filme uma de quatro estrelas, chamando-o, "o tipo de filme que faz você querer tirar a temperatura, se não sentir o pulso, dos cineastas".

### Bilheteria
Produzido com um orçamento de US$ 85 milhões, o filme arrecadou US$ 7 milhões em seu fim de semana de estreia. Ele faturou mais de US$ 34,5 milhões na América do Norte, tornando-se um fracasso de bilheteria.